# Deontologie

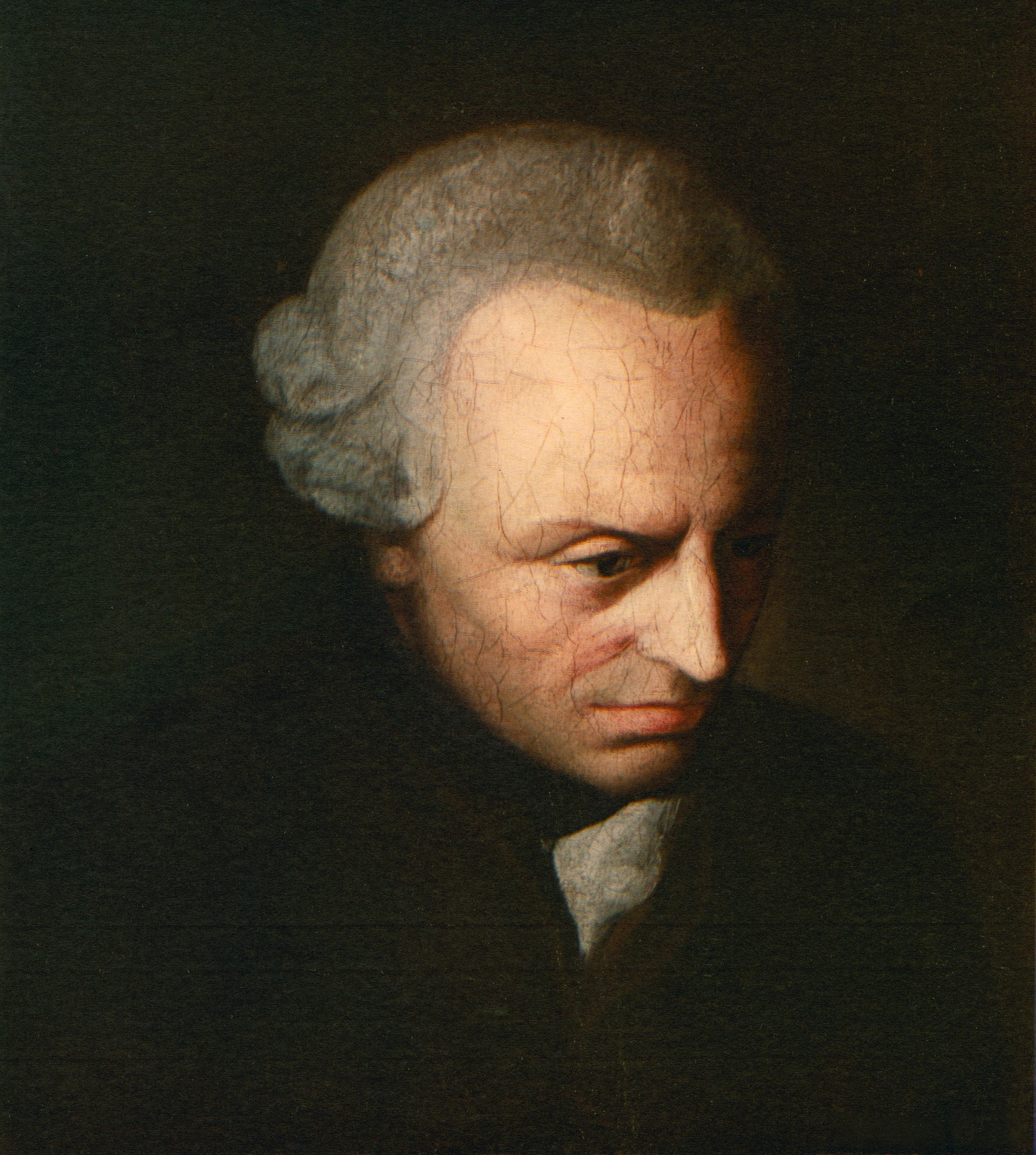
De belangrijkste deontologische filosoof was Immanuel Kant.

De deontologie  is een ethische stroming die uitgaat van absolute gedragsregels, vaak (maar niet altijd) gesteld als normen. Er wordt ook wel gesproken over plichtethiek. De term deontologie werd door Jeremy Bentham (1748-1832) gebruikt voor het geheel van de ethiek. Later werd hij wel gebruikt om de leer van de absolute plicht of imperatief van Immanuel Kant (1724-1804) aan te duiden. Tegenwoordig bedoelt men met deontologie doorgaans de plichtenleer voor een bepaald beroep.
Iets wat slecht is, is volgens een deontoloog altijd slecht, ook als de uitkomst goed zou zijn, want er bestaat geen "goed" als zodanig; het enige wat goed zou kunnen zijn is de intentie, de goede wil, en die goede wil impliceert de aanvaarding van bepaalde morele wetten. Zo keuren deontologen bijvoorbeeld martelen af, ook als daar levens mee gered kunnen worden. De morele wet kan op vele manieren weergegeven worden, maar komt altijd op hetzelfde neer: een handeling is moreel als je tegelijkertijd kunt willen dat ieder ander op die manier zou handelen.
Tegenover de deontologie staat de teleologie, waarvan het utilitarisme (ook wel utilisme genoemd) een voorbeeld is. De teleologie stelt dat het goede datgene is dat het grootste voordeel oplevert en het utilisme stelt vervolgens dat dit het grootste goed voor het grootste aantal mensen moet zijn. Dit 'goed' is echter subjectief (hypothetisch) omdat niemand werkelijk weet wat 'goed' is. Dat hypothetische 'goed' kan dus net zo goed immoreel zijn.
De belangrijkste deontologische filosoof was Immanuel Kant. Zijn categorische imperatief is een duidelijk voorbeeld van deontologie. Zijn hypothetische imperatief is daarentegen meer vergelijkbaar met het utilisme en dus met de teleologische ethiek. Hoewel de categorische imperatief absoluut is, is het géén norm. Het is namelijk een imperatief voor het autonoom zedelijk bewustzijn, terwijl een norm een maatschappelijke regel is die voor de individuen geldig is. Voor het afzonderlijk individu is de norm dus een facet van een heteronoom moraalsysteem. Een andere bekende deontologische filosoof was John Rawls. Ook mensenrechtenorganisaties als Amnesty International zou men deontologisch kunnen noemen.

## Categorische imperatief
De plichtethiek van de Duitse filosoof Kant geldt als een belangrijk leerstuk in de deontologie. De basisregel die Kant in dit verband formuleerde was de zogenoemde categorische imperatief, die als volgt luidt: "Handle nur nach derjenigen Maxime, durch die du zugleich wollen kannst, dass sie ein allgemeines Gesetz werde" ("Handel alleen naar die maxime waarvan je tegelijkertijd kunt willen dat zij een universele wet zou worden"). Met andere woorden: richt je in je doen en laten uitsluitend naar gedragsregels waarvan je zou kunnen willen dat iedereen zich ernaar richt.

## Deontologie als (school)vak
In Vlaanderen maakt deontologie als vak deel uit van veel (hogere) opleidingen. Het doel daarvan is om bijvoorbeeld aankomende artsen, schoonheidsspecialisten, maatschappelijk werkers, juristen, leraren, verpleegkundigen en veiligheids-/bewakingsagenten vertrouwd te maken met de plichten die hun toekomstige beroep met zich meebrengt. Tijdens de lessen deontologie komen onder meer de volgende onderwerpen aan de orde: beroepsgeheim en privacy, zorgvuldigheid bij handelen en advies, informatieplicht tegenover ouders, en zwijgplicht en zwijgrecht.